# 高木史朗
高木 史朗（たかぎ しろう、1915年8月17日 - 1985年2月12日）は、宝塚歌劇団の劇作家・演出家。兵庫県出身。
関西学院大学卒業後、1936年に宝塚少女歌劇団に入り、1940年に演出家としてデビューした。
進取の気風で宝塚に新たな境地を開拓した。
1970年の日本万国博覧会では、閉会式の演出を担当した。
白井鐵造・内海重典とともに、宝塚の三巨匠に数えられる。
2014年、『宝塚歌劇の殿堂』最初の100人のひとりとして殿堂表彰。

## 主な作品
- 人魚姫（1946年）
- シャンソン・ド・パリ（1952年）
- ボンジュール・パリ（1955年）
- 花の饗宴（1958年）
- ウイ・ウイ・パリ（1960年）
- 華麗なる千拍子（1960年）
- メイド・イン・ニッポン（1962年）
- タカラジェンヌに栄光あれ（1963年）
- 虹のオルゴール工場（1963年）
- レビューへの招待（1964年）
- レインボー・タカラヅカ（1965年）
- 7 -セブン-（1968年）
- シルクロード（1969年）
- フォリー・タカラジェンヌ（1970年）
- 星の牧場（1971年）
- カルナバル・ド・タカラヅカ（1974年）
- わが愛しのマリアンヌ（1977年）

## 著書
- 宝塚花物語 （秋田書店（サンデー新書） 1964年）
- 宝塚のわかる本 （広済堂出版（Kosaido books） 1976年）
- 宝塚への招待 （編著 広済堂出版（Kosaido books） 1976年）
- レヴューの王様：白井鉄造と宝塚（河出書房新社 1983年）